# القرية الكونية
القرية الكونية أو «كوزميك ڨيليدچ Cosmic Village» هي أحد المراكز التعليمية الاستكشافية في مصر، والتي تضم نماذج مصغرة لأشهر معالم مصر الحضارية مروراً بحقب تاريخية مختلفة، تقع بحدائق أكتوبر بمحافظة الجيزة وتتبع وزارة التربية والتعليم. بدأ إنشائها جهاز مشروعات الخدمة الوطنية للقوات المسلحة عام 2007 على مساحة 190 فدان بميزانية بلغت 355 مليون جنيه مصري وفرتها وزارة التربية والتعليم، لينتهي المشروع بالكامل عام 2011. وأغلقت في عام 2015 لزيادة إجراءات تأمين زائريها  وانتقلت ملكيتها وتبعيها لصندوق مصر السيادي.